# Système réticulaire triclinique

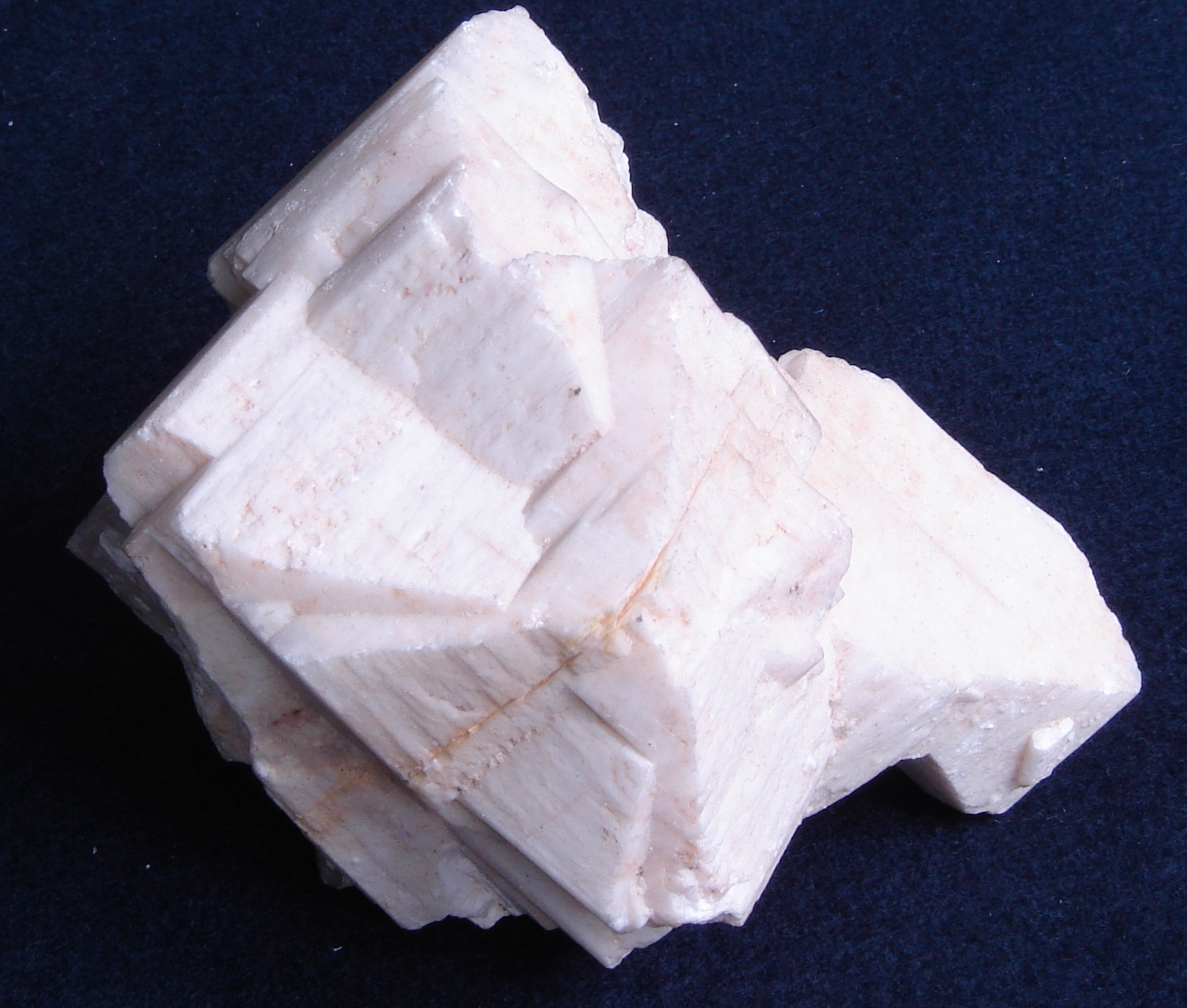
Microcline maclé d'Araçuaí, dans le Minas Gerais, au Brésil.

En cristallographie, le système réticulaire triclinique est l'une des sept catégories de classement des cristaux dans l'espace tridimensionnel à partir de la maille élémentaire de leur réseau de Bravais. Il est sous-jacent au système cristallin triclinique et regroupe les réseaux dont la maille conventionnelle est un parallélépipède quelconque (a ≠ b ≠ c avec α ≠ β ≠ γ ≠ 90°). Dans le système réticulaire triclinique, le réseau de Bravais a la symétrie 1 et est décrit par trois vecteurs de base de longueurs inégales. De plus, les trois vecteurs ne sont pas mutuellement orthogonaux. Le réseau triclinique est le seul réseau de Bravais qui ne possède ni miroirs ni axes de rotation.
| Réseau de Bravais  | Triclinique  |
| ------------------ | ------------ |
| Symbole de Pearson | aP           |
| Maille cristalline | Triclinique. |

## Symétrie
Les groupes ponctuels de symétrie qui se classent dans ce système réticulaire sont listés ci-dessous, suivis par leur représentation dans la notation internationale (Hermann-Mauguin) et la notation de Schoenflies.
| Nom                  | Internationale | Schoenflies              |
| triclinique hémièdre | 1              | C1                       |
| triclinique holoèdre | 1              | Ci (appelé également S2) |

À chaque groupe ponctuel est associé un seul groupe d'espace : P1 et P1. Le seul mode de réseau compatible avec la symétrie triclinique est le mode primitif.

## Descriptions non conventionnelles
Dans certains cas, la structure des cristaux tricliniques est décrite dans des groupes d'espaces non conventionnels centrés, par exemple C1. Cela permet de comparer plus facilement la structure de cristaux polymorphes (comme pour la cookéite) ou d'étudier l'évolution de la structure d'un cristal lors d'une transition de phase structurelle. Cependant, le mode de réseau du cristal triclinique est toujours primitif.
Dans le cas d'un cristal triclinique décrit dans une maille centrée C, les paramètres {\displaystyle a_{P}}, {\displaystyle b_{P}} et {\displaystyle c_{P}} de la maille primitive sont reliés à ceux de la maille centrée, {\displaystyle a_{C}}, {\displaystyle b_{C}} et {\displaystyle c_{C}}, par :
{\displaystyle {\begin{array}{rcl}{\vec {a}}_{C}&=&{\vec {a}}_{P}+{\vec {b}}_{P}\\{\vec {b}}_{C}&=&-{\vec {a}}_{P}+{\vec {a}}_{P}\\{\vec {c}}_{C}&=&{\vec {c}}_{P}\end{array}}}